# Aphthona herbigrada
Aphthona herbigrada là một loài bọ cánh cứng trong họ Chrysomelidae. Loài này được Curtis miêu tả khoa học năm 1837.